# Tidsresenärerna (övriga avsnitt)

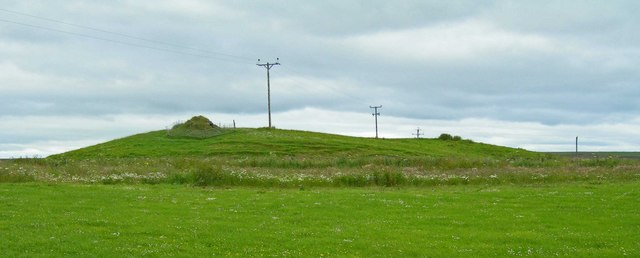
1999 grävde man vid Mine Howe på Orkneyöarna.

Tidsresenärerna (övriga avsnitt) är avsnitt ur den arkeologiska TV-serien Tidsresenärerna (Time Team) som inte tillhör den ordinarie säsongsproduktionen. De har, till skillnad mot de vanliga säsongernas vinter/vår-visningar, sänts på Channel 4 under andra delar av året, bland annat i juletid.

## Säsonger och avsnitt
Här listas specialavsnitten med löpnumrering efter när de originalvisades på Channel 4.

### Specialavsnitt
| Nummer | Nr/säsong | Originaltitel (översättning)                                                   | Plats                                                 | Koordinater | Originalvisning |
| ------ | --------- | ------------------------------------------------------------------------------ | ----------------------------------------------------- | --- | --------------- |
| 22     | 1         | "Christmas Special – Much Wenlock" (Julspecial – Much Wenlock)                 | Much Wenlock, Shropshire                              | | 1997-12-28      |
|        |           |                                                                                |                                                       | |                 |
| 44     | 2         | "Christmas Special - Barley Hall" (Julspecial – Barley Hall)                   | Barley Hall, York                                     | 53°57′40″N 1°04′57″V / 53.961241°N 1.082367°V                                                                                             | 1999-12-19      |
|        |           |                                                                                |                                                       | |                 |
| 45     | 3         | "The Mystery of Seahenge" (Mysteriet med hengemonumentet till havs)            | Holme-next-the-Sea, Norfolk                           | 52°58′05″N 0°31′07″Ö / 52.967997°N 0.518536°Ö                                                                                             | 1999-12-29      |
|        |           |                                                                                |                                                       | |                 |
| 59     | 4         | "The Real King Arthur" (Den sanne kung Artur)                                  |                                                       | | 2000-12-24      |
|        |           |                                                                                |                                                       | |                 |
| 60     | 5         | "The Mystery of Mine Howe" (Mysteriet med Mine Howe)                           | Tankerness, Orkneyöarna                               | 58°56′18″N 2°51′06″V / 58.938400°N 2.851794°V                                                                                             | 2000-01-27      |
|        |           |                                                                                |                                                       | |                 |
| 70     | 6         | "Coventry's Lost Cathedral" (Coventrys försvunna katedral)                     | Coventry Cathedral, Warwickshire                      | | 2001-03-01      |
|        |           |                                                                                |                                                       | |                 |
| 75     | 7         | "Island of the Eels" (Ålarnas ö)                                               | Ely, Cambridgeshire                                   | 52°23′42″N 0°16′04″Ö / 52.395086°N 0.267727°Ö                                                                                             | 2001-05-15      |
|        |           |                                                                                |                                                       | |                 |
| 76     | 8         | "Dinosaur Hunting" (Dinosauriejakt)                                            | Dinosaur Belt, Montana, USA                           | 47°48′40″N 112°10′56″V / 47.811155°N 112.182327°V                                                                                         | 2001-12-30      |
|        |           |                                                                                |                                                       | |                 |
| 90     | 9         | "The Big Dig in Canterbury" (Canterburys jätteutgrävning)                      | Canterbury, Kent                                      | 51°16′37″N 1°04′54″Ö / 51.277013°N 1.081759°Ö                                                                                             | 2002-04-15      |
|        |           |                                                                                |                                                       | |                 |
| 91     | 10        | "Londinium, The Edge of Empire" (Londinium, på randen av imperiet)             | London                                                | 51°30′54″N 0°05′35″V / 51.514915°N 0.093061°V                                                                                             | 2002-04-22      |
|        |           |                                                                                |                                                       | |                 |
| 92     | 11        | "The Wreck of the Colossus" (Vraket efter Colossus)                            | St Mary's, Isles of Scilly                            | 49°56′10″N 6°19′20″V / 49.935975°N 6.322117°V                                                                                             | 2002-10-31      |
|        |           |                                                                                |                                                       | |                 |
| 106    | 12        | "Hadrian's Well" (Hadrianusbrunnen)                                            |                                                       | | 2003-04-10      |
|        |           |                                                                                |                                                       | |                 |
| 107    | 13        | "Big Dig, The Hole Story" (Jätteutgrävning, hela ihåliga historien)            |                                                       | | 2003-12-29      |
|        |           |                                                                                |                                                       | |                 |
| 120    | 14        | "Sheffield Steel City" (Stålstaden Sheffield)                                  | Sheffield, South Yorkshire                            | 53°23′09″N 1°27′56″V / 53.385858°N 1.465609°V 53°24′05″N 1°31′12″V / 53.401319°N 1.520046°V 53°22′55″N 1°28′31″V / 53.381912°N 1.475182°V | 2004-03-22      |
|        |           |                                                                                |                                                       | |                 |
| 122    | 15        | "The House in the Loch" (Huset i sjön)                                         | Loch Tay, Perthshire                                  | 56°34′19″N 4°04′58″V / 56.571940°N 4.082767°V                                                                                             | 2004-04-19      |
|        |           |                                                                                |                                                       | |                 |
| 123    | 16        | "The Ten Million Pound House" (Tiomiljonerpundshuset)                          | Ightham Mote, Kent                                    | 51°15′31″N 0°16′11″Ö / 51.258473°N 0.269655°Ö                                                                                             | 2004-05-03      |
|        |           |                                                                                |                                                       | |                 |
| 124    | 17        | "D-Day" (D-dagen)                                                              | Dagen D, Normandie                                    | 49°19′27″N 0°35′44″V / 49.324187°N 0.595621°V                                                                                             | 2004-05-31      |
|        |           |                                                                                |                                                       | |                 |
| 138    | 18        | "The King of Bling" (Blingkungen)                                              | Prittlewell, Essex                                    | 51°33′13″N 0°42′30″Ö / 51.553514°N 0.708365°Ö                                                                                             | 2005-06-13      |
|        |           |                                                                                |                                                       | |                 |
| 139    | 19        | "Britain's Lost Roman Circus" (Storbritanniens försvunna romerska cirkus)      | Colchester, Essex                                     | 51°53′00″N 0°53′48″Ö / 51.883429°N 0.896732°Ö                                                                                             | 2005-06-20      |
|        |           |                                                                                |                                                       | |                 |
| 140    | 20        | "Life on the Edge 1,000 Years BC" (Livet på randen för 1000 år sedan)          | Washingborough, Lincoln                               | 53°13′45″N 0°26′25″V / 53.229263°N 0.440213°V                                                                                             | 2005-06-27      |
|        |           |                                                                                |                                                       | |                 |
| 141    | 21        | "Journey to Stonehenge" (Resa till Stonehenge)                                 | Durrington, Wiltshire                                 | 51°11′31″N 1°47′00″V / 51.191838°N 1.783245°V                                                                                             | 2005-11-28      |
|        |           |                                                                                |                                                       | |                 |
| 142    | 22        | "The Big Roman Villa" (Den stora romerska villan)                              | Dinnington, Somerset                                  | 50°55′05″N 2°50′58″V / 50.918038°N 2.849563°V                                                                                             | 2006-01-08      |
|        |           |                                                                                |                                                       | |                 |
| 156    | 23        | "Buried By The Blitz" (Begravd av blitzen)                                     | Shoreditch Park, London                               | | 2006-10-26      |
|        |           |                                                                                |                                                       | |                 |
| 157    | 24        | "The Big Royal Dig" (Den stora kungliga utgrävningen)                          | Buckingham Palace, Windsor Castle och Holyrood Palace | | 2006-12-31      |
|        |           |                                                                                |                                                       | |                 |
| 165    | 25        | "Pugin – The God of Gothic" (Pugin – Gotikguden)                               | Ramsgate, Kent                                        | 51°19′41″N 1°24′35″Ö / 51.328172°N 1.409773°Ö                                                                                             | 2007-03-01      |
|        |           |                                                                                |                                                       | |                 |
| 172    | 26        | "Britain's Drowned World" (Storbritanniens sjunkna värld)                      |                                                       | 51°04′45″N 1°40′22″Ö / 51.079069°N 1.672726°Ö                                                                                             | 2007-04-24      |
|        |           |                                                                                |                                                       | |                 |
| 173    | 27        | "Jamestown: America's Birthplace" (Jamestown: Amerikas födelseort)             | Virginia, USA                                         | 37°12′37″N 76°46′50″V / 37.210397°N 76.780618°V                                                                                           | 2007-05-01      |
|        |           |                                                                                |                                                       | |                 |
| 174    | 28        | "Secrets of the Stately Garden" (Hemligheterna i den ståndsmässiga trädgården) |                                                       | | 2007-08-27      |
|        |           |                                                                                |                                                       | |                 |
| 177    | 29        | "Codename: Ainsbrook" (Kodnamn: Ainsbrook)                                     | Yorkshire                                             | | 2008-01-14      |
|        |           |                                                                                |                                                       | |                 |
| 184    | 30        | "The Real Knights of the Round Table" (Det runda bordets riktiga riddare)      | Windsor Castle, Berkshire                             | | 2008-02-25      |
|        |           |                                                                                |                                                       | |                 |
| 190    | 31        | "The Lost Dock of Liverpool" (Liverpools försvunna docka)                      | Liverpool, Merseyside                                 | 53°24′11″N 2°59′18″V / 53.403030°N 2.988416°V                                                                                             | 2008-04-21      |
|        |           |                                                                                |                                                       | |                 |
| 191    | 32        | "Swords, Skulls and Strongholds" (Svärd, skallar och stödjepunkter)            |                                                       | | 2008-05-19      |
|        |           |                                                                                |                                                       | |                 |
| 192    | 33        | "The Lost WWI Bunker" (Den försvunna andravärldskrigsbunkern)                  | Flandern, Belgien                                     | | 2008-11-10      |
|        |           |                                                                                |                                                       | |                 |
| 193    | 34        | "The Mystery of the Roman Treasure" (Mysteriet med romarnas skatt)             | se Sevsoskatten                                       | | 2008-12-26      |
|        |           |                                                                                |                                                       | |                 |
| 207    | 35        | "Henry VIII's Lost Palaces" (Henrik VIII:s försvunna palats)                   | England                                               | | 2009-04-13      |
|        |           |                                                                                |                                                       | |                 |
| 208    | 36        | "The Secrets of Stonehenge" (Stonehenges hemligheter)                          | Stonehenge, Wiltshire                                 | | 2009-06-01      |
|        |           |                                                                                |                                                       | |                 |
| 209    | 37        | "Dover Castle" (Dovers slott)                                                  | Dover, Kent                                           | 51°07′47″N 1°19′17″Ö / 51.129628°N 1.321437°Ö                                                                                             | 2009-12-19      |
|        |           |                                                                                |                                                       | |                 |
| 215    | 38        | "Nelson's Hospital" (Nelsons lasarett)                                         | Gosport, Hampshire                                    | 50°47′10″N 1°07′26″V / 50.786°N 1.124°V                                                                                                   | 2010-05-17      |
|        |           |                                                                                |                                                       | |                 |
| 217    | 39        | "The Secrets of Westminster Abbey" (Westminster Abbeys hemligheter)            | Westminster Abbey, London                             | | 2010-06-28      |
|        |           |                                                                                |                                                       | |                 |
| 220    | 40        | "The Real Vikings" (De sanna vikingarna)                                       |                                                       | | 2010-10-11      |
|        |           |                                                                                |                                                       | |                 |
| 231    | 41        | "Wars of the Roses" (Rosornas krig)                                            | Bosworth, Leicestershire                              | | 2011-03-16      |
|        |           |                                                                                |                                                       | |                 |
| 236    | 42        | "The Somme's Secret Weapon" (Sommes hemliga vapen)                             | Mametz, Somme, Frankrike                              | | 2011-04-14      |
|        |           |                                                                                |                                                       | |                 |
| 238    | 43        | "Castle of the Saxon Kings" (De saxiska kungarnas slott)                       | Bamburgh, Northumberland                              | 55°36′14″N 1°43′19″V / 55.60389°N 1.72194°V                                                                                               | 2011-04-24      |
|        |           |                                                                                |                                                       | |                 |
| 239    | 44        | "Looking Underground" (En titt under jorden)                                   | –                                                     | | 2011-05-01      |
|        |           |                                                                                |                                                       | |                 |
| 240    | 45        | "Boudica's Lost Tribe" (Boudicas försvunna stam)                               | –                                                     | | 2011-05-04      |
|        |           |                                                                                |                                                       | |                 |
| 241    | 46        | "The Way We Lived" (Hur vi levde)                                              | –                                                     | | 2011-05-08      |
|        |           |                                                                                |                                                       | |                 |
| 242    | 47        | "Brunel's Last Launch" (Brunels sista sjösättning)                             | –                                                     | | 2011-11-10      |
|        |           |                                                                                |                                                       | |                 |
| 251    | 48        | "Searching for Shakespeare's House" (På jakt efter Shakespeares hus)           | Stratford-upon-Avon                                   | | 2012-03-11      |
|        |           |                                                                                |                                                       | |                 |
| 255    | 49        | "Secrets of the Saxon Gold" (Det saxiska guldets hemligheter)                  | se Staffordshireskatten                               | | 2012-04-22      |
|        |           |                                                                                |                                                       | |                 |
| 258    | 50        | "Rediscovering Ancient Britain" (Gamla Britanniens återupptäcks)               | South Dorset Ridgeway, Dorset                         | | 2012-06-17      |
|        |           |                                                                                |                                                       | |                 |
| 272    | 51        | "Britain's Stone Age Tsunami" (Storbritanniens stenålderstsunami)              | –                                                     | | 2013-05-30      |
|        |           |                                                                                |                                                       | |                 |
| 273    | 52        | "The Secret of Lincoln Jail" (Hemligheten med Lincolnfinkan)                   | –                                                     | | 2013-06-30      |
|        |           |                                                                                |                                                       | |                 |
| 274    | 53        | "The Lost Submarine of WWI" (Första världskrigets försvunna ubåt)              | –                                                     | | 2013-07-07      |
|        |           |                                                                                |                                                       | |                 |

## Övriga sidoavsnitt
Förutom de ordinarie säsongerna och de "normala" specialavsnitten har det under seriens två årtionden producerats ett antal andra sidoavsnitt och sidoserier. De har i endast begränsad omfattning visats på svensk TV.
- 1997–2007: Time Team Live – åtta säsonger (totalt 64 avsnitt). Avsnitten utgjordes av mer obearbetat "live"-material ur det filmmaterial som senare redigerades ihop till ordinarie säsongsavsnitt. Avsnitten visades under sommarmånaderna åren 1997–2007.

- 1998: Time Team Extra – åtta avsnitt som visades januari–mars 1998. Presentatör var historikern Robin Bush (fast medverkande i tidigare säsonger av Tidsresenärerna). I de olika avsnitten går man närmare in på historien bakom de olika utgrävningsplatserna under säsong 5. Time Team Extra-avsnitten sändes med en veckas förskjutning – samma dag som nästa avsnitt i den ordinarie säsongen.

- 1998–1999: Time Team History Hunters – sju avsnitt som visades 1998–1999. I denna tävlingsartade sidoserie hade deltagarna i tre tävlande lag 48 timmar på sig att ta reda på så mycket som möjligt om ett visst samhälle.

- 2000: "Time Team History of Britain" (27 december 2000), "Behind the Scenes at Time Team" (7 januari 2001) och "10 Years of Time Team" (27 december 2002) är tre dokumentärer, bland annat omkring själva TV-serien Tidsresenärernas historia.

- 2002: Time Team Digs – åtta avsnitt som visades november och december 2002. Här tittar man tillbaka på tidigare utgrävningar och kretsar i varje avsnitt på en historisk epok.

- 2009, 2013: Time Team America – PBS-produktion som producerats i minst två säsonger (visade 2009 och 2013).